# Eduardo de Rojas Alonso
Eduardo de Rojas y Alonso (1836-1897), también conocido por su título nobiliario de conde de Montarco, fue un político decimonónico español, diputado a Cortes, senador del Reino y alcalde de Madrid.

## Biografía
Nació en Madrid el 6 de enero de 1836. Durante el reinado de Isabel II llegó a ser elegido diputado por el distrito de Ciudad Real en 1865. Ya comenzado el período de la Restauración borbónica volvió a ejercer de diputado elegido en los comicios de 1876 y de 1879 por el distrito de Villanueva de los Infantes. Posteriormente fue senador del Reino, electo por la provincia de Almería entre 1881 y 1884 y entre 1886 y 1889, por la de Ciudad Real entre 1884 y 1886, y, a partir de 1889 se convirtió en senador vitalicio. Ejerció de alcalde de Madrid entre el 13 de febrero de 1896 y el 2 de diciembre del mismo año. Falleció el 16 de septiembre de 1897 en un hotel palacete situado en los números 44 y 46 de la madrileña calle de Santa Engracia.